# Robert Helbling
Robert Helbling (Rapperswil, 14 ottobre 1874 – Walenstadt, 29 dicembre 1954) è stato un ingegnere, geologo e alpinista svizzero, geodeta e pioniere della fotogrammetria svizzera.

## Biografia
Figlio di un farmacista, si diplomò al liceo di Frauenfeld e ad Aarau. Studiò geologia al Politecnico di Zurigo e poi ingegneria mineraria presso le università tecniche di Berlino e Aquisgrana. Nel 1902 conseguì il dottorato presso l' Università di Basilea con Carl Schmidt, presentando una tesi sui giacimenti minerari del Mont Chemin, vicino a Martigny, nel Vallese.
Dal 1906 al 1912 effettuò lavori di topografia sulle Ande, utilizzando la stereofotogrammetria. In Svizzera fu uno dei primi ad utilizzare la stereoautografia per creare nuove carte montuose e in fotogeologia. Nel 1909 aprì uno studio di stereofotogrammetria a Flums.  Nel 1921 fu co-fondatore della società di vendita Heinrich Wilds geodetic instruments AG (in seguito Wild Heerbrugg AG).
Nel 1949, l'ETH di Zurigo gli conferì la laurea honoris causa in scienze naturali in riconoscimento dei suoi servizi nello sviluppo della fotogeologia e del suo lavoro pionieristico nell'introduzione della fotogrammetria in Svizzera.  Nel 1896 Helbling fu uno dei fondatori del Club Alpino Accademico di Zurigo (AACZ). Il 26 luglio 1903, lui e alcuni compagni riuscirono a compiere la prima scalata della difficile vetta meridionale dell'Ushba nel Caucaso. Era colonnello dell'esercito svizzero.